# Courgis
Courgis är en kommun i departementet Yonne i regionen Bourgogne-Franche-Comté i norra Frankrike. Kommunen ligger i kantonen Chablis som tillhör arrondissementet Auxerre. År 2022 hade Courgis 241 invånare.

## Befolkningsutveckling
Antalet invånare i kommunen Courgis
| Referens: INSEE |